# Seun Kuti
Oluseun Anikulapo Kuti (Marsella, 11 de enero de 1983), más conocido como Seun Kuti, es un músico nigeriano, hijo menor del pionero de la música afrobeat, Fela Kuti.

## Biografía
Hijo menor de Fela Kuti, Seun nació en 1983. Empezó a interesarse por la música a una temprana edad y a los nueve años empezó a tocar en la banda de su padre, Egypt 80. Cuando Fela Kuti falleció en 1997, su hijo tomó su lugar en dicha agrupación. En 2008 la banda publicó su primer álbum con el nombre Seun Kuti & Egypt 80, titulado Many Things. A partir de entonces ha publicado cinco discos más con la agrupación y ha participado en álbumes de otros artistas como Calle 13 y Jidenna, entre otros.

## Discografía

### Con Sean Kuti & Egypt 80
- Many Things (2008, Tôt ou Tard, Disorient Records)
- From Africa With Fury: Rise (2011, Knitting Factory Records/Because Music)
- A Long Way To the Beginning (2014, Knitting Factory Records)
- Struggle Sounds (2016, Sony Masterworks)
- Black Times (2018, Strut Records)
- Night Dreamer Direct to Disc Sessions (2019, Night Dreamer Records)